# シオネ・トゥイプロトゥ
シオネ・トゥイプロトゥ（Sione Tuipulotu、1997年12月2日 - ）は、ユナイテッド・ラグビー・チャンピオンシップ、グラスゴー・ウォリアーズに所属するオーストラリア・フランクストン出身のラグビーユニオン選手。スコットランド代表。

## プロフィール
- ポジションはセンター(CTB)。
- U20オーストラリア代表に選ばれたことがある[2]。

## 来歴
ブリスベンボーイズカレッジ、メルボルン・ライジング、レベルズを経て、2018年、ヤマハ発動機ジュビロ(現・静岡ブルーレヴズ)に加入。同年12月1日に行われたジャパンラグビートップリーグリーグ総合順位決定トーナメント1回戦のNTTコミュニケーションズシャイニングアークス戦に先発出場で日本での公式戦初出場を果たした。
2021年、グラスゴー・ウォリアーズに加入。
2024年10月、スコットランド代表のキャプテンに就任した。